# Bunnik
Bunnik  è una municipalità dei Paesi Bassi di 15 169 abitanti situata nella provincia di Utrecht.